# Rilland-Bath vasútállomás
Rilland-Bath vasútállomás vasútállomás Hollandiában, Reimerswaal községben,  településen.

## Vasútvonalak
Az állomást az alábbi vasútvonalak érintik:
- Roosendaal–Vlissingen-vasútvonal

## Kapcsolódó állomások
A vasútállomáshoz az alábbi állomások vannak a legközelebb:
- Bergen op Zoom vasútállomás
- Krabbendijke vasútállomás